# Poltergeist (filmserie)
 For alternative betydninger, se Poltergeist (flertydig). (Se også artikler, som begynder med Poltergeist)
Poltergeist filmserien er en trilogi af amerikanske horrorfilm, der distribueres af Metro-Goldwyn-Mayer i 1980'erne. Filmene handler om medlemmer af familien Freeling, der er forfulgt og terroriseret af en gruppe af gamle spøgelser, der er tiltrukket af den yngste datter Carol Anne. Den oprindelige film var co-instrueret og co-skrevet af Steven Spielberg. Poltergeist film tjente i alt ca. 132 millioner dollars i USA box office.
En spin-off tv-serie, Poltergeist: The Legacy, løb fra 1996 til 1999, selvom den ingen forbindelse havde til den oprindelige film andet end titlen.
MGM og Fox 2000 Pictures vil co-finansiere en "revisionist" genindspilning af Poltergeist-serien, og vil at begynde at filme i slutningen af 2013.

## Film
| Film                   | Filminstruktør | Manuskriptforfatter                          | Producer                           |
| ---------------------- | -------------- | -------------------------------------------- | ---------------------------------- |
| Poltergeist (1982)     | Tobe Hooper    | Michael Grais, Mark Victor, Steven Spielberg | Frank Marshall og Steven Spielberg |
| Poltergeist II (1986)  | Brian Gibson   | Michael Grais og Mark Victor                 | Michael Grais og Mark Victor       |
| Poltergeist III (1988) | Gary Sherman   | Gary Sherman og Brian Taggert                | Barry Bernardi                     |

### Box office indtægter
| Film                           | Udgivelsesdato (USA) | Budget      | Box office indtægter | Box office indtægter | Box office indtægter | Noter |
| Film                           | Udgivelsesdato (USA) | Budget      | USA                  | Udenlandske          | Worldwide            | Noter |
| ------------------------------ | -------------------- | ----------- | -------------------- | -------------------- | -------------------- | ----- |
| Poltergeist                    | 4. juni 1982         | $10,700,000 | $76,606,280          | $45,099,739          | $121,706,019         |       |
| Poltergeist II: The Other Side | 23. maj 1986         | $19,000,000 | $40,996,665          | N/A                  | $40,996,665          |       |
| Poltergeist III                | 10. juni 1988        | $9,500,000  | $14,114,488          | N/A                  | $14,114,488          |       |
| Total                          | Total                | $39,200,000 | $131,717,433         | $45,099,739          | $176,817,172         |       |

### Kritisk respons
| Film                           | Rotten Tomatoes  | Metacritic |
| ------------------------------ | ---------------- | ---------- |
| Poltergeist                    | 87% (53 reviews) |            |
| Poltergeist II: The Other Side | 39% (18 reviews) |            |
| Poltergeist III                | 13% (15 reviews) |            |
| Average ratings                | 46.33%           |            |

## Medvirkende
| Figurer | Film              | Film                 | Film             |
| Figurer | Poltergeist       | Poltergeist II       | Poltergeist III  |
| --- | ----------------- | -------------------- | ---------------- |
| Carol Anne Freeling                                                                                         | Heather O'Rourke  | Heather O'Rourke     | Heather O'Rourke |
| Steven Freeling                                                                                             | Craig T. Nelson   | Craig T. Nelson      |                  |
| Diane Freeling                                                                                              | JoBeth Williams   | JoBeth Williams      |                  |
| Dana Freeling                                                                                               | Dominique Dunne   |                      |                  |
| Robert Freeling                                                                                             | Oliver Robins     | Oliver Robins        |                  |
| Dr. Lesh | Beatrice Straight |                      |                  |
| Ryan | Richard Lawson    |                      |                  |
| Dr. Marty Casey                                                                                             | Martin Casaella   |                      |                  |
| Tangina Barrons                                                                                             | Zelda Rubinstein  | Zelda Rubinstein     | Zelda Rubinstein |
| Jessica Wilson                                                                                              |                   | Geraldine Fitzgerald |                  |
| Taylor |                   | Will Sampson         |                  |
| Bruce Gardner                                                                                               |                   |                      | Tom Skerritt     |
| Pat Wilson-Gardner                                                                                          |                   |                      | Nancy Allen      |
| Donna Gardner                                                                                               |                   |                      | Lara Flynn Boyle |
| Dr. Seaton                                                                                                  |                   |                      | Richard Fire     |
| Scott |                   |                      | Kipley Wentz     |
| Pastor Henry Kane / "The Beast"                                                                             | N/A               | Julian Beck1         | Nathan Davis2    |
| Note(s) - 2. Selvom Henry Kane blev portrætteret af Nathan Davis, blev hans stemme indtalt af Corey Burton. |                   |                      |                  |

## ThePoltergeistcurse
"Poltergeist forbandelse" er et rygte om en formodet forbandelse knyttet til Poltergeist trilogien og dets besætning, der stammer fra det faktum, at fire medvirkende døde i de seks år mellem udgivelser af første og tredje film..  det rygte er ofte drevet af det faktum, at der blev brugt virkelige kadaverne som rekvisitter i forskellige scener af Poltergeist og Poltergeist II. rygtet og dødsfaldene blev undersøgt i en episode fra 2002 af E! True Hollywood Story med titlen "Curse of Poltergeist".
- Dominique Dunne, som spillede den ældste datter Dana i den første film, døde den 4. november 1982, 22 år gammel efter at være blevet kvalt af sin voldelige ex-kæreste.[12] Hendes ex-kæreste, John Thomas Sweeney, blev dømt af frivillige manddrab og idømt seks års fængsel, men blev prøveløsladt efter at have afsonet tre og et halvt år.[8]
- Julian Beck, 60-årige skuespiller, der spillede Henry Kane i Poltergeist II, døde den 14. september 1985 af mavekræft diagnosticeret før han havde accepteret rollen.[13]
- Will Sampson, 53 år, der spillede medicinmanden Taylor i Poltergeist II, døde som følge af postoperativ nyresvigt og præ-operative underernæring problemer, den 3. juni 1987.[14]
- Heather O'Rourke, der spillede Carol Anne i alle tre Poltergeist film, døde den 1. februar 1988 i en alder af 12 efter, hvad lægerne i første omgang beskrevet som en akut form for influenza, men senere ændret til septisk chok efter bakterielle toksiner havde invaderede hendes blodbane.[15][16] På det tidspunkt havde hun lidt af akut mavesmerter,  diagnosticeret som Crohns sygdom, som kan have været årsagen til hendes død.

## Ekstern henvisning
- Poltergeist i Filmdatabasen
- Poltergeist II i Filmdatabasen
- Poltergeist III i Filmdatabasen
- Poltergeist på Internet Movie Database (engelsk)
- Poltergeist II på Internet Movie Database (engelsk)
- Poltergeist III på Internet Movie Database (engelsk)
- Curse of Poltergeist på Internet Movie Database (engelsk)
- Poltergeist hos Rotten Tomatoes (engelsk)

| Gyserfilm | Spire Denne gyserfilm-artikel er en spire som bør udbygges. Du er velkommen til at hjælpe Wikipedia ved at udvide den. |